# Audi 80 B3
Audi 80 B3 (Тип 89) — це третє покоління Audi 80, яке виготовлялось з 1986 по 1991 рік і прийшло на заміну Audi 80 B2.
Всього виготовлено 1,623,382 автомобілів, в тому числі 80: 1,438,475 та 90: 184,907.

## Опис моделі

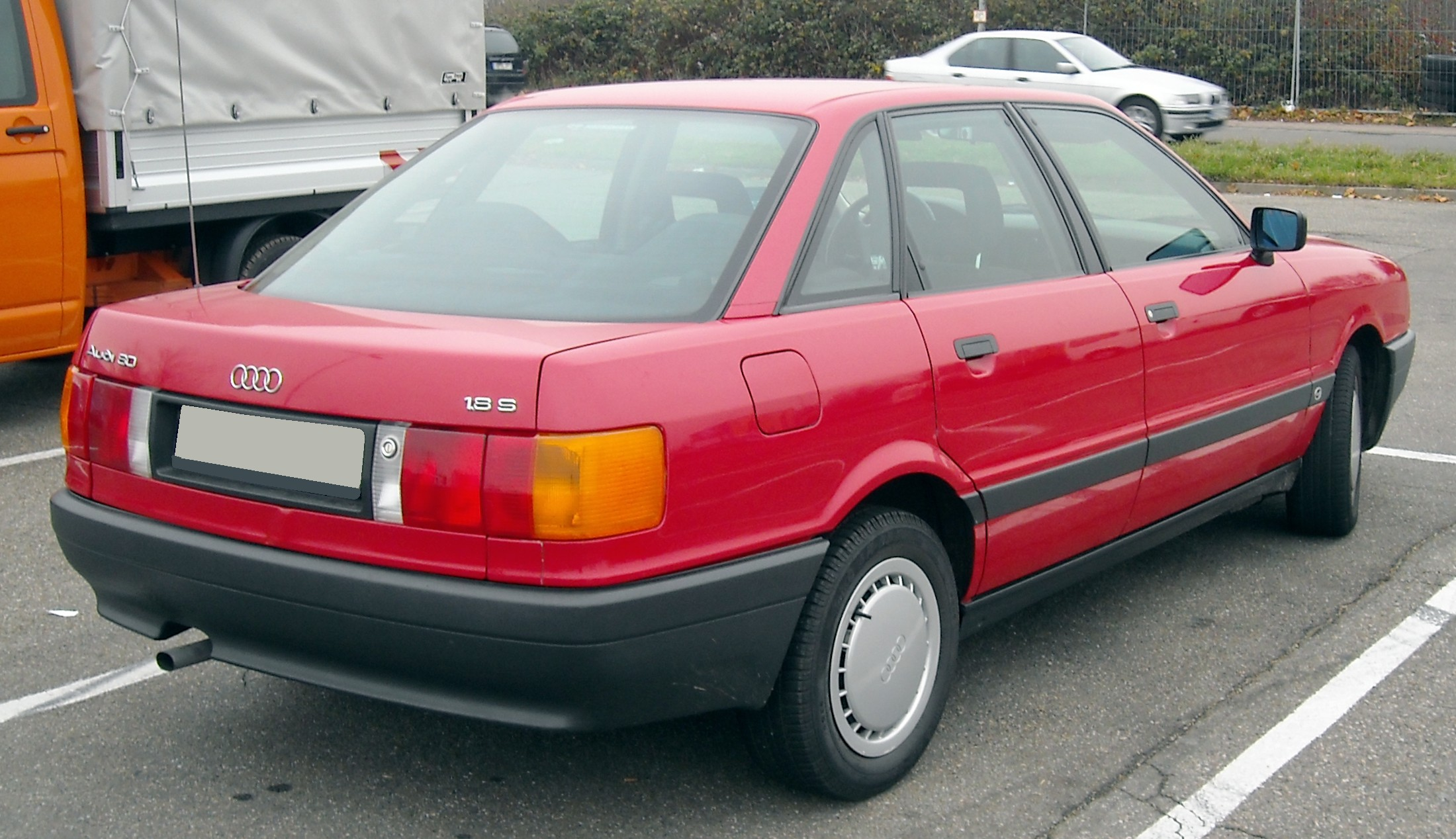
Audi 80 B3

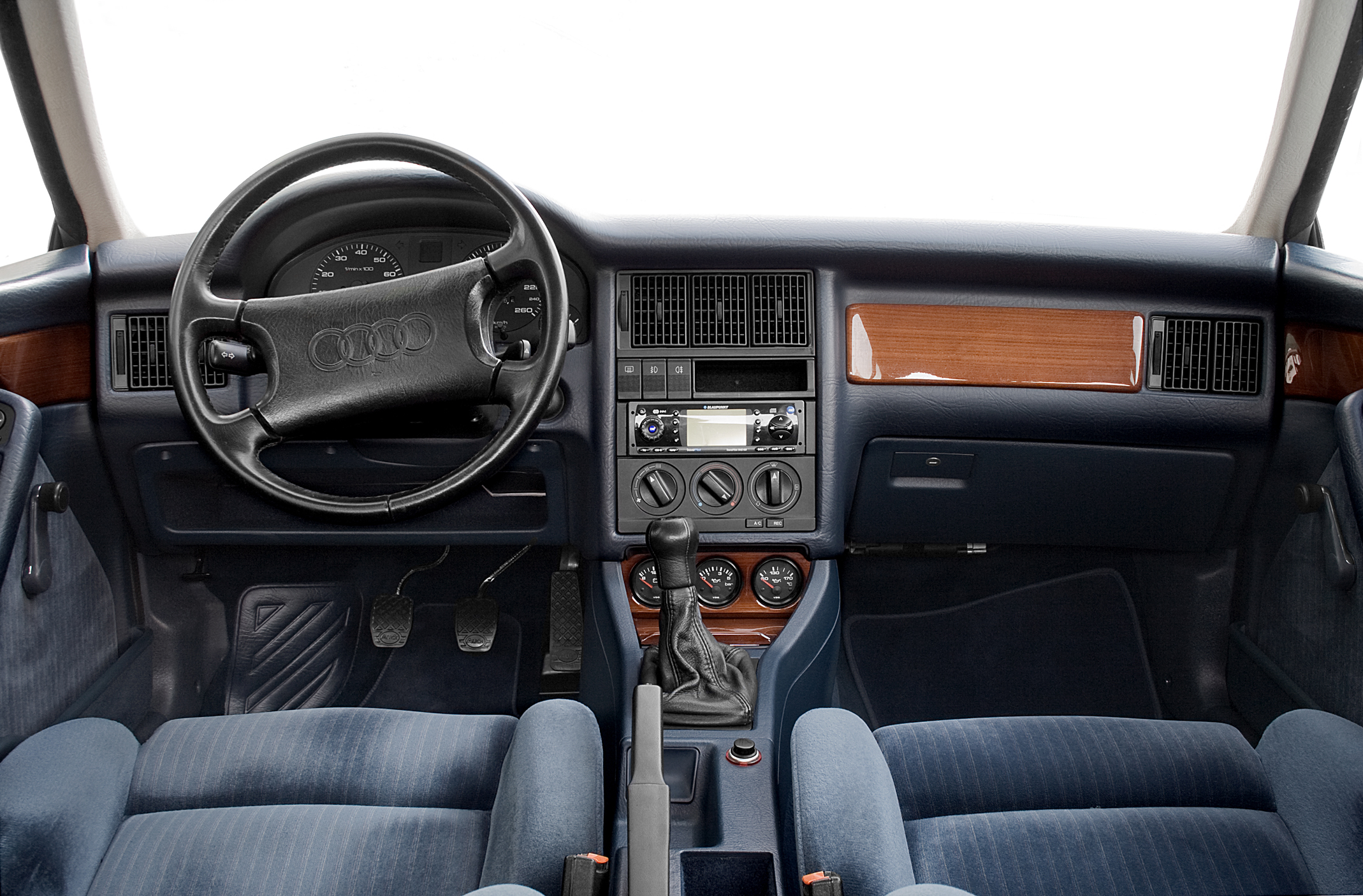

У вересні 1986 року Audi представила нове покоління Audi 80, які з 1987 року з'явилися на європейському ринку. На інших ринках модель була представлена роком пізніше. Модель базувалася на новій платформі B3 (яка розірвала зв'язок з платформами Volkswagen B-серії, не будучи тим же самим, що і платформа Passat B3). Нова модель мала нову аеродинамічну форму і оцинкований корпус. Це був перший середньорозмірний автомобіль, який мав повністю оцинкований корпус, що дозволяло довше протистояти корозії. Цей захист виявилася настільки ефективною, що Audi збільшила термін гарантії від появи корозії, строк якої на етапі підготовки виробництва передбачався на рівні 8 років, але, урешті-решт, була збільшена до 12 років; Audi все ще продовжує використовувати оцинковані корпусу і для поточних моделей.
На відміну від попередньої платформи, B3 продавалася по всьому світу під марками Audi 80 або Audi 90, крім того були скасовані різні варіанти поставки. Audi, більшою частиною, перенесла існували концепції силової частини на нову модель, хоча тепер на деяких моделях двигунів був доступний інжектор. Європейським споживачам став доступний ряд нових бензинових і дизельних 4-циліндрових двигунів. 5-циліндрова Audi 90 знову була представлена як модель призначена для елітного ринку — більш дорогий варіант стандартної моделі, так само як це було і з B2 (Type 81). Тепер для всіх версій була доступна система безпеки Procon-ten, яка пропонувалася як альтернатива подушці безпеки. Для Audi 80/90 ця система була доступна вперше, і пропонувалася опціонально за ціною 1000 DM. Audi 90 візуально відрізнялася більшою шириною панелі задніх фар, що оточують номерний знак, а також передніми фарами, до яких додатково додалися лампи дальнього світла. Передня решітка також трохи відрізнялася. Лампи поворотників були вбудовані в бампер, і знаходилися поряд з протитуманною фарою, на відміну від Audi 80, а самі бампера були пофарбовані в колір кузова. Audi 90 також володіла першим 20-клапанним двигуном від Audi, після двигуна з турбонаддувом, що використовується в Audi Sport Quattro. Цей двигун мав потужність 170 к.с. Audi 80/90 quattro мали центральний міжосьовий диференціал, що самоблокується Torsen, а задній диференціал блокувався при швидкостях нижче 25 км / год, за чим стежила електроніка.
Ауді 1986 року оснащується 2,6-літровим 6-циліндровим двигуном, аналогічним силовому агрегату Volkswagen Golf GTi, потужністю 115 кінських сил. Двигун цього 4-дверного седана працює в парі з 4-ступінчастою механічною коробкою передач, але як опція доступна й автоматична. Завдяки такому мотору, автомобіль розганяється від 0 до 100 км/год за 9,7 секунд. Представники третього покоління Ауді 80 отримали новий кузов, аеродинамічні характеристики якого були значно поліпшені, у порівнянні з «седанами-бочками» другого покоління. Подовжений капот автомобіля, в поєднанні з похилим вітровим склом, створює враження динамічності. Колісні арки седана не виділяються і розміщують в собі 15-дюймові колеса. Поясна лінія практично рівна. Передня і задня частини кузова оснащені великими прямокутними фарами. Між фарами головного світла розташована вузька решітка радіатора з фірмовими «кільцями» Ауді. Габарити автомобіля дорівнюють: довжина — 4392 мм, ширина — 1695 мм, висота — 1397 мм, колісна база — 2540 мм.
У Великій Британії і Європі були доступні однакові версії: Volkswagen Audi Group (VAG) (пізніше перейменована в Volkswagen Group) хотіла забезпечити узгодженість всіх ринків, тому рівень внутрішньої обробки був однаковим. Проте, в Північній Америці діапазон вибору був обмеженіший: з 1988 по 1992 року був доступний вибір між інжекторним 2,3 л. і quattro 2,3 л.
З 1988 модельного року, новий 2-дверне Audi Coupé, (Typ 89) представлене в Європі, базувалося на седані B3 й укороченої колісною базою і модифікованої задньою частиною кузова. Модель поставлялася з двигунами 2,0 л. потужністю 115 к.с. і двома двигунами 2,3 л. різної потужності. Пізніше ця модель стала основою для Audi B4 Coupé і Cabriolet. У назвах цих моделей опустили приставку «80», і вони були відомі просто як Audi Coupé і Audi Cabriolet. Через сильну модернізації конструкції у версії кабріолет, ця модель продовжувала існувати до 2000 року, ще довго після того, як моделі B3 були замінені версіями на платформі B4.
У 1989 році (1990 модельний рік) автомобіль отримав новий кузов Typ 8A, зовні цей кузов мало чим відрізнявся від попередньої модифікації Typ 89, наприклад новий кузов мав більш вузькі гумові молдінги уздовж борту. Найпомітніші зміни відбулися в підвісці: стійки стабілізатора, в передній підвісці, тепер мають шарніри і пов'язують стабілізатор поперечної стійкості з амортизаційної стійкою.
В 1989 році, для 1990 модельного року, Північна Америка отримала моделі Audi Coupé quattro і Audi 90 quattro, які мали 5-циліндровий (I5) 20-клапанний двигун об'ємом 2,3 л. потужністю 164 к.с. (122 кВт). Вважається, що ці автомобілі виконані в стилі «Grand Tourismo» — автомобіль підвищеної комфортності зі спортивними нахилами, як протилежність спеціального легковагої спортивного автомобіля. Що важать між 1380 кг (седан 1990 року) і 1500 кг (купе 1991 року), ці автомобілі не були легковажно, особливо з урахуванням 164-сильною силової частини. Ці автомобілі можуть бути розпізнані за своїми характерним колесам (Audi Coupé quattro має 15-дюймові колеса «Speedline», Audi 90 quattro має 14-дюймові BBS Mesh або 15-дюймові «Speedline»). Ці автомобілі відрізняються від звичайних Audi 80/90 кількома особливостями. Помітні відмінності включають стандартний шкіряний інтер'єр з обробкою з дерева, додаткові датчики, змонтовані в низу центральній консолі, центральний ведучий вал з вуглецевого волокна і кнопка, що блокує задній диференціал. Audi Coupé quattro зовні схожа на європейську Audi S2, але не має двигуна з турбонаддувом, як S2.
Останні Audi 80/90 B3 були продані в Північній Америці як моделі 1992 року; у Європі все B3 були зняті з виробництва в кінці 1991 модельного року, щоб поступитися місцем серії B4; проте відомо, що кілька Audi 90 Sport quattro з двигуном 2,3 л. 20V зійшли з конвеєра вже на початку 1992 року. Після 1991 року назва «Audi 90» було ліквідовано і всі автомобілі, що продаються в Європі, йшли під маркою «Audi 80».

### Дизайн
Концепт - Audi B12 80 Cw-Studie Prototype.

## Двигуни
80:
- 1.4 L I4
- 1.6 L I4
- 1.8 L I4
- 2.0 L I4
- 2.0 L 16v I4
- 1.6 L diesel I4
- 1.6 L turbodiesel I4
- 1.9 L diesel I4

90:
- 2.0 L I5
- 2.2 L I5
- 2.3 L I5
- 2.3 L 20v I5
- 1.6 L turbodiesel I4

## Галерея

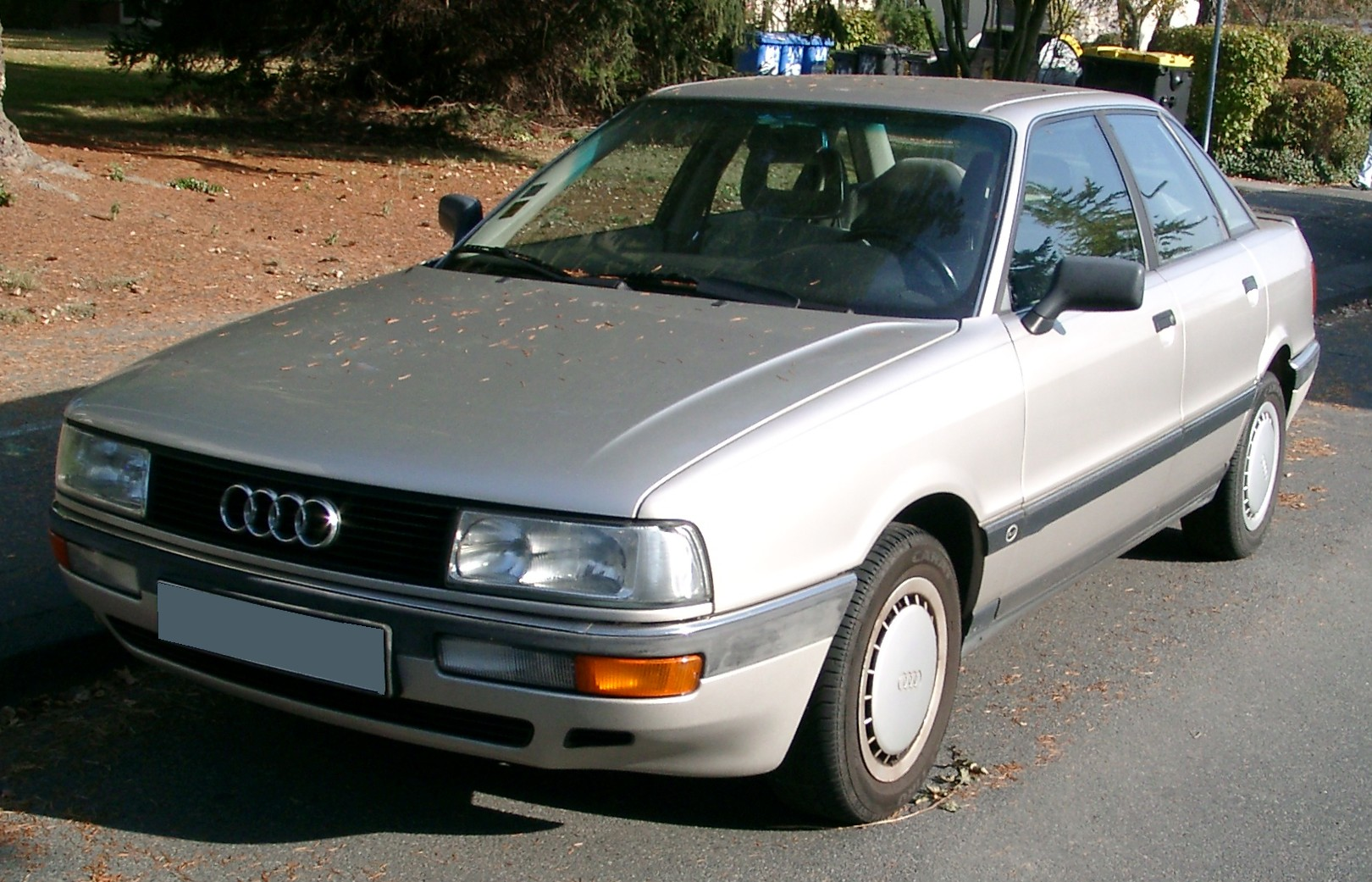
Audi 90 B3 (вид спереду)
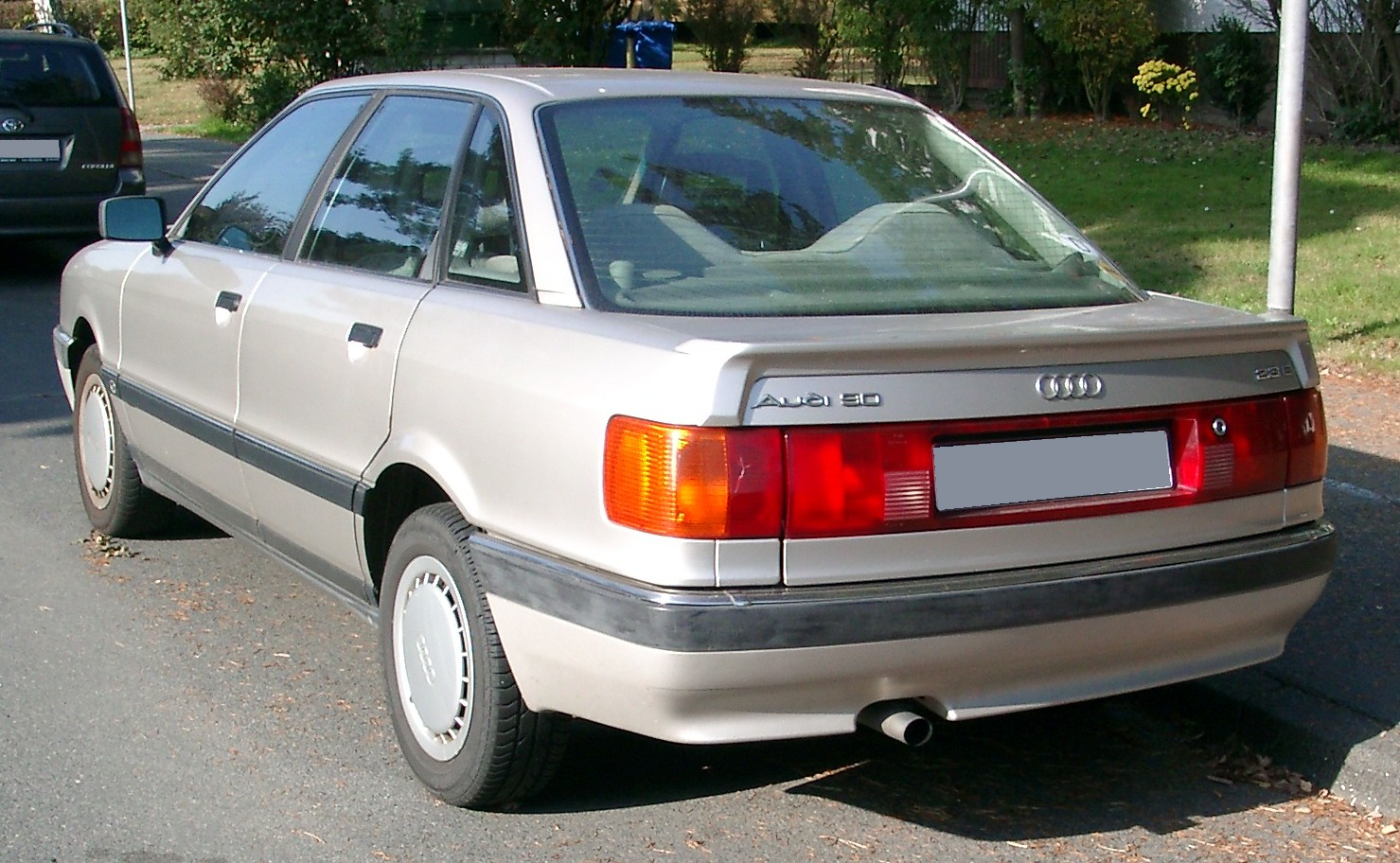
Audi 90 B3 (вид ззаду)
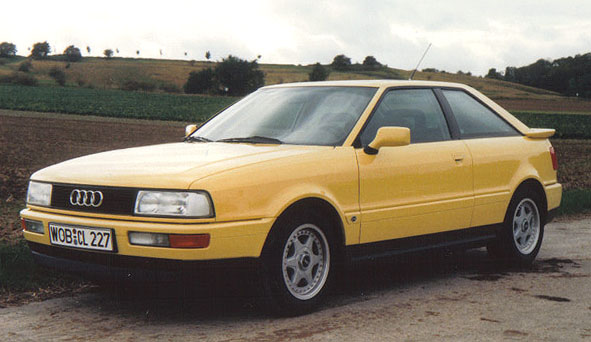
Audi Coupé B3 (вид спереду)